# 1450'erne
Århundreder: 14. århundrede – 15. århundrede – 16. århundrede
Årtier: 1400'erne 1410'erne 1420'erne 1430'erne 1440'erne – 1450'erne – 1460'erne 1470'erne 1480'erne 1490'erne 1500'erne
År: 1450 1451 1452 1453 1454 1455 1456 1457 1458 1459
Begivenheder
Personer